# Dyscia mediopunctaria
Dyscia mediopunctaria är en fjärilsart som beskrevs av Donovan 1820. Dyscia mediopunctaria ingår i släktet Dyscia och familjen mätare. Inga underarter finns listade i Catalogue of Life.